# Liste der Bodendenkmäler in Gummersbach
Die folgende Liste enthält die offiziellen Bodendenkmäler auf dem Gebiet der Stadt Gummersbach, Oberbergischer Kreis, Nordrhein-Westfalen (Stand: September 2011)
| lf. Nummer | Bezeichnung des Denkmales                           | Lage | Foto |
| ---------- | --------------------------------------------------- | --- | ---- |
| 1          | Schürfgruben, mittelalterlich                       | nordöstlich von Berghausen Gem. Gimborn Fl. 24 Flstck. 164–167, 221 und 688 |      |
| 2          | Ringwall, vermutlich vorgeschichtlich               | Lobscheid, Burgberg Gem. Strombach Fl. 12 Flstck. 1899/294, 1898/295, 292, 296, 297, 2351, 1897/294, 2350 Fl. 53 Flstck. 290–293, 492 Fl. 54 Flstck. 481, 390/237, 393/238, 355/237                                              |      |
| 3          | Burgwüstung, Burg Koverstein, mittelalterlich       | Koverstein Gem. Lieberhausen Fl. 18 Flstck. 1605–1607, 1632- 1643 u. 1688 |      |
| 4          | Ringwall                                            | Bredenbruch, Halbinsel Burg Zinne Gem. Lieberhausen Fl. 13 Flstck. 1213/687, 1210/688, 1207/689, 1279/693, 702 – 706 Fl. 13 Flstck. */685/1, 691/1, 697/1, 707/1, 1276/694, 700, 701, 727/1, 621/2, 730/2 Fl. 35 Flstck. 7 u. 37 |      |
| 5          | Mittelalterliche Hochmotte                          | Bredenbruch, Halbinsel Burg Zinne Gem. Lieberhausen Fl. 16 Flstck. 424/9, 425/10 * 638 u. 661 |      |
| 6          | Mittelalterliche Landwehr                           | nördlich von Lieberhausen Gem. Lieberhausen Fl. 27 Flstck. */ 2, 4–6 u. 9 |      |
| 7          | Bergbau, Bergwerk Weylandsberg, Neuzeit             | nördlich von Lieberhausen Gem. Lieberhausen Fl. 28 Flstck. 13 |      |
| 8          | Mittelalterliche Landwehr                           | südwestlich der Ortslage Piene Gem. Lieberhausen Fl. 27 Flstck. 32 u. 33 Fl. 30 Flstck. 76 u. 79 |      |
| 9          | Schmelzstätte, Schlackenhalden                      | Aggertalsperre, südlich von Lantenbach Gem. Lieberhausen Fl. 13 Flstck. 343/1 |      |
| 10         | Schmelzstätte, Schlackenhalden                      | Aggertalsperre, südöstlich von Bredenbruch Gem. Lieberhausen Fl. 35 Flstck. 37 |      |
| 11         | Bergbau, Stollen, Pingen, Schacht, Halde            | Apfelbaum Gem. Gimborn Fl. 54 Flstck. 158, 168, 170, 172, 174, 213 u. 214 |      |
| 12         | „Grube Cäcilie“: Bergbau, Pingen, Stauteich, Halden | nordwestlich von Lützinghausen Gem. Gimborn Fl. 43 Flstck. 6, 9 u. 28 |      |
| 13         | Bergbau, Pingen, Stollen, Hohlwege                  | südlich von Hülsenbusch Gem. Gimborn Fl. 40 Flstck. 108 Fl. 54 Flstck. 115–117 |      |